# Бано
Бано (фр. Banos) насеље је и општина у југозападној Француској у региону Аквитанија, у департману Ланд која припада префектури Мон де Марсан.
По подацима из 2011. године у општини је живело 260 становника, а густина насељености је износила 45,06 становника/km². Општина се простире на површини од 5,77 km². Налази се на средњој надморској висини од 100 метара (максималној 124 m, а минималној 34 m).

## Демографија
| 1962. | 1968. | 1975. | 1982. | 1990. | 1999. | 2011. |
| ----- | ----- | ----- | ----- | ----- | ----- | ----- |
| 241   | 242   | 220   | 220   | 225   | 232   | 260   |

График промене броја становника у току последњих година